# ホセ・マリア・ウサンディサーガ
ホセ・マリア・ウサンディサーガ（Jose Maria Usandizaga, 1887年-1915年）はスペインの作曲家。サン・セバスティアン出身。バスク人。

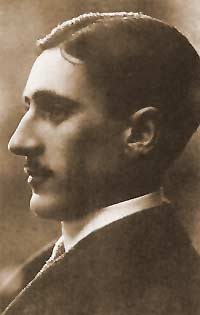
ホセ・マリア・ウサンディサーガ

郷里で音楽を学んだ後、パリのスコラ・カントルムに進んで作曲をヴァンサン・ダンディに、ピアノをガブリエル・グロヴレーズに師事。1906年よりスペインに戻り、いくつかの舞台作品や数々の賞品によって成功をおさめる。1915年に結核により落命。
ウサンディサーガの作品のほとんどはバスクの主題に基づいている。そのうち室内楽と狂詩曲が数曲あり、民俗オペラ《山の高みに Mendi Mendiyan 》とサルスエラ《白鳥 Las golondrinas 》もある。3作目の歌劇となるはずだった抒情劇《炎 La llama 》は、作曲者の夭逝により未完のまま残され、作曲家の兄弟によって補筆された。